# Altrincham Football Club
Maillots
Actualités
L'Altrincham Football Club est un club anglais de football basé à Altrincham. Le club évolue depuis la saison 2020-2021 en National League (cinquième division).

## Repères historiques
- 1891 : fondation du club sous le nom de Broadheath FC
- 1903 : le club est renommé Altrincham FC

## Palmarès
- Alliance Premier League (cinquième division) : 
  - Champion : 1980, 1981

- FA Trophy : 
  - Vainqueur : 1978, 1986
  - Finaliste : 1982

## Anciens joueurs
- Marlon Broomes